# Intercambiador de Transportes de La Laguna

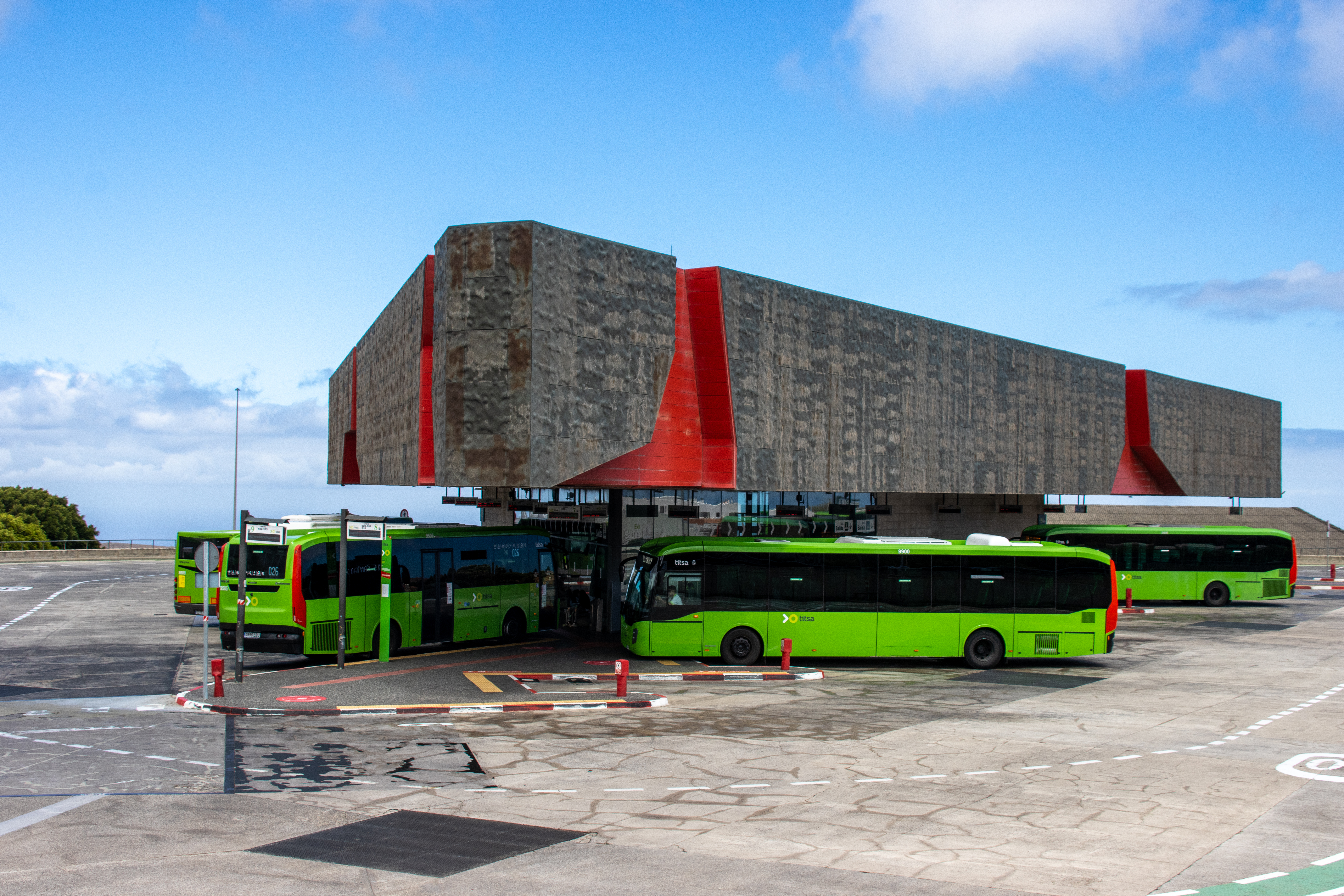
El Intercambiador en 2020

El Intercambiador de Transportes de La Laguna o Intercambiador de Padre Anchieta (Tenerife, Islas Canarias, España) fue inaugurado el 26 de marzo de 2011. Se trata de un espacio que aglutina los servicios de guagua, tranvía, taxi y del futuro tren del Norte, además de disponer de una zona de aparcamiento para vehículos particulares, tanto coches como motos y bicicletas. Está situado entre la Autopista del Norte TF-5 y la avenida de Ángel Guimerá Jorge de la ciudad de San Cristóbal de La Laguna.
Esta infraestructura ha sustituido a la anterior estación de guaguas situada en San Benito.

## Líneas deguaguaque salen del intercambiador
| Línea | Destino                                                                   |
| ----- | ------------------------------------------------------------------------- |
| 011   | La Laguna - El Sauzal (por C/ El Calvario de Tacoronte)                   |
| 012   | La Laguna - El Sauzal (por zona centro de Tacoronte)                      |
| 014   | Santa Cruz - La Laguna (por La Cuesta)                                    |
| 015   | Santa Cruz - La Laguna (Express)                                          |
| 217   | La Laguna - Los Andenes - Tíncer - El Cardonal- UHC -La Laguna (por TF-5) |
| 218   | La Laguna - TF-5 - UHC - El Cardonal - Tíncer - Los Andenes - La Laguna   |
| 018   | La Laguna - Añaza (por centros comerciales)                               |
| 219   | La Laguna - San Matías (por zona comercial Alcampo e Ikea)                |
| 224   | La Laguna - Tejina-Valle Guerra-Punta del Hidalgo                         |
| 026   | Santa Cruz - La Laguna (por Barrio La Salud y Finca España)               |
| 050   | La Laguna - Tegueste - Bajamar - Punta del Hidalgo                        |
| 051   | Circunvalación La Laguna - Tejina - Tacoronte - La Laguna                 |
| 052   | La Laguna - Las Toscas (por El Socorro)                                   |
| 253   | La Laguna - Garimba (por Guamasa)                                         |
| 054   | La Laguna - Ravelo (por Agua García)                                      |
| 055   | La Laguna - Barranco Grande (por Geneto)                                  |
| 056   | La Laguna - Barranco Grande (por Llano del Moro)                          |
| 260   | La Laguna - Los Baldíos - Llano del Moro                                  |
| 072   | La Laguna - Jardina (por El Camino)                                       |
| 273   | La Laguna - Cruz del Carmen (por Las Canteras)                            |
| 274   | La Laguna - El Batán (por Las Mercedes)                                   |
| 275   | La Laguna - Taborno (por Las Carboneras)                                  |
| 076   | La Laguna - Afur (por Las Mercedes)                                       |
| 077   | La Laguna - El Bailadero (por Las Mercedes)                               |
| 201   | Intercambiador - San Benito - Verdellada                                  |
| 202   | Intercambiador - El Coromoto (circunvalación)                             |
| 203   | Intercambiador - Camino la Villa - Las Gavias (circunvalación)            |
| 204   | Intercambiador - Camino del Bronco - Lomo Largo                           |
| 205   | Intercambiador - Plaza del Cristo                                         |
| 206   | Intercambiador - La Verdellada - San Benito                               |
| 042   | Intercambiador - Las Rosas                                                |

## Parada del tranvía
Junto al intercambiador se encuentra la parada de Padre Anchieta de la línea 1 del Tranvía de Tenerife.
| Línea | Origen      | Destino     |
| ----- | ----------- | ----------- |
|       | La Trinidad | Santa Cruz  |
| Línea | Origen      | Destino     |
|       | Santa Cruz  | La Trinidad |